# Александру Бузбучі
Александру Бузбучі (рум. Alexandru Buzbuchi, нар. 31 жовтня 1993, Констанца, Румунія) — румунський футболіст, воротар клубу «Фарул».

## Ігрова кар'єра

### Клубна
Александру Бузбучі є вихованцем столичної Футбольної академії Георге Хаджі, де він займався до 2012 року. Після цього воротар приєднався до клубу Ліги І «Віїторул» зі свого рідного міста Констанца. разом з цим клубом Бузбучі ставав чемпіоном країни, а також вигравав національний Кубок та Суперкубок Румунії.
Два сезони футболіст провів у клубі Ліги І «Газ Метан», де зіграв 20 матчів.
Сезон 2022/23 Бузбучі розпочав у складі клубу з міста Констанца «Фарул».

### Збірна
Александру Бузбучі провів шість поєдинків у складі молодіжної збірної Румунії.

## Титули
Віїторул
 Чемпіон Румунії: 2016/17
 Переможець Кубка Румунії: 2018/19
 Переможець Суперкубка Румунії: 2019
Фарул
 Чемпіон Румунії: 2022/23